# Campeonato Mundial de Natação em Piscina Curta de 2022 - 100 m medley masculino
A prova dos 100 metros nado medley masculino do Campeonato Mundial de Natação em Piscina Curta de 2022 foi disputada entre os dias 15 e 16 de dezembro de 2022, no Melbourne Sports and Aquatics Centre, em Melbourne, na Austrália.

## Recordes
Antes desta competição, os recordes mundiais e do campeonato nesta prova eram os seguintes:
|                       | Nome               | Nacionalidade  | Tempo | Local     | Data                   |
| --------------------- | ------------------ | -------------- | ----- | --------- | ---------------------- |
| Recorde mundial       | Caeleb Dressel     | Estados Unidos | 49.28 | Budapeste | 22 de novembro de 2020 |
| Recorde do campeonato | Kliment Kolesnikov | Rússia         | 50.63 | Hangzhou  | 14 de dezembro de 2018 |

## Medalhistas
| Ouro                | Prata                | Bronze            |
| Thomas Ceccon (ITA) | Javier Acevedo (CAN) | Finlay Knox (CAN) |

## Cronograma
Todos os horários são locais (UTC+11). 
| Data           | Hora  | Evento        |
| -------------- | ----- | ------------- |
| 15 de dezembro | 12:12 | Eliminatórias |
| 15 de dezembro | 21:14 | Semifinal     |
| 16 de dezembro | 21:04 | Final         |

## Resultados

### Eliminatórias
As eliminatórias ocorreram no dia 15 de dezembro com início às 12:12.
| Colocação | Bateria | Raia | Nadador                | Nacionalidade  | Tempo   | Notas            |
| --------- | ------- | ---- | ---------------------- | -------------- | ------- | ---------------- |
| 1         | 4       | 5    | Maxime Grousset        | França         | 51.94   | Q                |
| 2         | 5       | 3    | Finlay Knox            | Canadá         | 51.95   | Q                |
| 3         | 5       | 4    | Shaine Casas           | Estados Unidos | 51.96   | Q                |
| 4         | 3       | 6    | Shuya Matsumoto        | Japão          | 51.99   | Q                |
| 5         | 3       | 4    | Javier Acevedo         | Canadá         | 52.06   | Q                |
| 6         | 5       | 5    | Thomas Ceccon          | Itália         | 52.12   | Q                |
| 7         | 4       | 4    | Michael Andrew         | Estados Unidos | 52.21   | Q                |
| 8         | 4       | 3    | Bernhard Reitshammer   | Áustria        | 52.28   | Q                |
| 9         | 4       | 2    | Carles Coll            | Espanha        | 52.32   | Q                |
| 10        | 5       | 2    | Yakov Toumarkin        | Israel         | 52.38   | Q                |
| 11        | 3       | 3    | Caio Pumputis          | Brasil         | 52.50   | Q                |
| 12        | 5       | 6    | Heiko Gigler           | Áustria        | 52.58   | Q                |
| 12        | 4       | 6    | Leonardo Coelho Santos | Brasil         | 52.58   | Q                |
| 14        | 3       | 5    | Andreas Vazaios        | Grécia         | 52.62   | Q                |
| 15        | 3       | 1    | Mikel Schreuders       | Aruba          | 52.65   | Q,               |
| 16        | 4       | 7    | Markus Lie             | Noruega        | 52.77   | Q                |
| 17        | 5       | 7    | Ronny Brännkärr        | Finlândia      | 52.81   |                  |
| 17        | 2       | 6    | Emre Sakçı             | Turquia        | 52.81   |                  |
| 19        | 3       | 2    | Clyde Lewis            | Austrália      | 52.82   |                  |
| 20        | 5       | 8    | Nikola Miljenić        | Croácia        | 52.85   |                  |
| 21        | 4       | 8    | Oskar Hoff             | Suécia         | 53.23   |                  |
| 22        | 5       | 1    | Ádám Halás             | Eslováquia     | 53.43   |                  |
| 23        | 1       | 2    | Javier Matta           | Peru           | 53.75   | Recorde nacional |
| 24        | 2       | 4    | Ksawery Masiuk         | Polónia        | 54.05   |                  |
| 25        | 1       | 4    | Josif Miladinov        | Bulgária       | 54.06   | Recorde nacional |
| 26        | 4       | 1    | Jan Šefl               | Chéquia        | 54.11   |                  |
| 27        | 2       | 3    | Ben Hockin             | Paraguai       | 54.47   |                  |
| 28        | 3       | 7    | Pan Zhanle             | China          | 54.63   |                  |
| 29        | 2       | 2    | Simon Haddon           | África do Sul  | 54.79   |                  |
| 29        | 2       | 5    | Maximillian Ang        | Singapura      | 54.79   |                  |
| 31        | 2       | 1    | Dulyawat Kaewsriyong   | Tailândia      | 54.81   | Recorde nacional |
| 32        | 2       | 7    | Kiran Jasinghe         | Sri Lanka      | 56.61   |                  |
| 33        | 1       | 5    | Siva Sridhar           | Índia          | 56.80   |                  |
| 34        | 1       | 6    | Filipe Gomes           | Malawi         | 58.44   |                  |
| 35        | 2       | 8    | Abdulhai Ashour        | Líbia          | 1:03.95 |                  |
| 36        | 1       | 3    | Troy Pina              | Cabo Verde     | 1:04.65 |                  |
| 37        | 3       | 8    | Wang Hsing-hao         | Taipé Chinesa  | DSQ     | DSQ              |

### Semifinal
A semifinal ocorreu no dia 15 de dezembro com início às 21:14.
| Colocação | Bateria | Raia | Nadador                | Nacionalidade  | Tempo | Notas            |
| --------- | ------- | ---- | ---------------------- | -------------- | ----- | ---------------- |
| 1         | 2       | 6    | Michael Andrew         | Estados Unidos | 51.40 | Q                |
| 2         | 2       | 5    | Shaine Casas           | Estados Unidos | 51.42 | Q                |
| 3         | 2       | 3    | Javier Acevedo         | Canadá         | 51.46 | Q                |
| 4         | 1       | 1    | Andreas Vazaios        | Grécia         | 51.47 | Q,               |
| 5         | 1       | 3    | Thomas Ceccon          | Itália         | 51.60 | Q                |
| 6         | 1       | 4    | Finlay Knox            | Canadá         | 51.64 | Q                |
| 7         | 1       | 6    | Bernhard Reitshammer   | Áustria        | 51.78 | Q,               |
| 8         | 2       | 2    | Carles Coll            | Espanha        | 51.97 | Q,               |
| 9         | 1       | 5    | Shuya Matsumoto        | Japão          | 51.99 |                  |
| 10        | 2       | 1    | Heiko Gigler           | Áustria        | 52.10 |                  |
| 11        | 2       | 7    | Caio Pumputis          | Brasil         | 52.12 |                  |
| 12        | 2       | 8    | Mikel Schreuders       | Aruba          | 52.34 | Recorde nacional |
| 13        | 1       | 7    | Leonardo Coelho Santos | Brasil         | 52.37 |                  |
| 14        | 1       | 2    | Yakov Toumarkin        | Israel         | 52.74 |                  |
| 15        | 1       | 8    | Markus Lie             | Noruega        | 52.93 |                  |
| 16        | 2       | 4    | Maxime Grousset        | França         | DSQ   | DSQ              |

### Final
A final foi realizada no dia 16 de dezembro com início às 21:04.
| Colocação         | Raia | Nadador              | Nacionalidade  | Tempo | Notas            |
| ----------------- | ---- | -------------------- | -------------- | ----- | ---------------- |
| Medalha de ouro   | 2    | Thomas Ceccon        | Itália         | 50.97 |                  |
| Medalha de prata  | 3    | Javier Acevedo       | Canadá         | 51.05 | Recorde nacional |
| Medalha de bronze | 7    | Finlay Knox          | Canadá         | 51.10 |                  |
| 4                 | 5    | Shaine Casas         | Estados Unidos | 51.36 |                  |
| 5                 | 4    | Michael Andrew       | Estados Unidos | 51.47 |                  |
| 6                 | 6    | Andreas Vazaios      | Grécia         | 51.80 |                  |
| 7                 | 1    | Bernhard Reitshammer | Áustria        | 52.01 |                  |
| 8                 | 8    | Carles Coll          | Espanha        | 52.36 |                  |

Legenda
| Recorde mundial       | Recorde mundial (World record)               |                       | Recorde africano                      | Recorde africano (African) |                                           | Q | Classificado por posição (Qualified) |
| Recorde do campeonato | Recorde do campeonato (Championship record)  | Recorde da América    | Recorde da América (Americas)         | q                          | Classificado por melhor tempo (Qualified) |   |                                      |
| Melhor marca do ano   | Melhor marca do ano (World leading)          | Recorde asiático      | Recorde asiático (Asian)              | DNS                        | Não largou (Did not start)                |   |                                      |
| Recorde nacional      | Recorde nacional (National record)           | Recorde europeu       | Recorde europeu (European)            | DNF                        | Não terminou (Did not finish)             |   |                                      |
| Recorde pessoal       | Recorde pessoal do atleta (Personal best)    | Recorde da Oceania    | Recorde da Oceania (Oceania)          | DSQ / DQ                   | Desclassificado (Disqualified)            |   |                                      |
| Recorde da temporada  | Recorde da temporada do atleta (Season best) | Recorde sul-americano | Recorde sul-americano (South America) | NM                         | Sem marca (No mark)                       |   |                                      |